# Utopia (pel·lícula)
Utopia és una pel·lícula dramàtica francesa escrita i dirigida per Iradj Azimi i produïda per Utopia Produccions amb suport de FR3 Cinéma. Fou estrenada als cinemes francesos el 28 de febrer de 1979

## Sinopsi
Després de separar-se dolorosament de la dona que estima, un jove abandona el seu apartament i marxa per localitzar als seus antics amics, però la ciutat està buida. A la recerca del seu passat, torna al seu antic col·legi per a impartir classes, però els seus mètodes no agraden als habitants, provoquen l'hostilitat dels pares dels alumnes i la ira de l'administració.

## Repartiment
- Laurent Terzieff: Julien
- Dominique Sanda: Sylvie
- Jean Dasté: Jean
- Gérard Blain: Gérard
- Anne-Marie Deschodt: Catherine

## Distribució
Fou exhibida com a part de la selecció oficial al Festival Internacional de Cinema de Sant Sebastià 1978